# Plagiochila titibuensis
Plagiochila titibuensis là một loài rêu trong họ Plagiochilaceae. Loài này được S. Hatt. mô tả khoa học đầu tiên năm 1942.
Danh pháp khoa học của loài này chưa được làm sáng tỏ. 